# زدوب سي زدوب
زدوب سي زدوب هي فرقة فولك بانك مولدوفية، مثلت مولدوفا في مسابقة الأغنية الأوروبية لعام 2022  وحصلت على المركز السابع.

## روابط خارجية
- زدوب سي زدوب على موقع IMDb (الإنجليزية)
- زدوب سي زدوب على موقع ميوزك برينز (الإنجليزية)
- زدوب سي زدوب على موقع أول ميوزيك (الإنجليزية)
- زدوب سي زدوب على موقع أول ميوزيك (الإنجليزية)
- زدوب سي زدوب على موقع ديسكوغز (الإنجليزية)
- زدوب سي زدوب على موقع قاعدة بيانات الفيلم (الإنجليزية)